# إيوس (جزيرة)
إوس (Ίος) هي جزيرة في كيكلاديس في مقاطعة نيسيا أيغيو كريتي في اليونان. يبلغ عدد سكانها حوالي 1714 نسمة.

## أعلام
- هوميروس
- لاكيس نيكولاو